# David di Donatello 2020

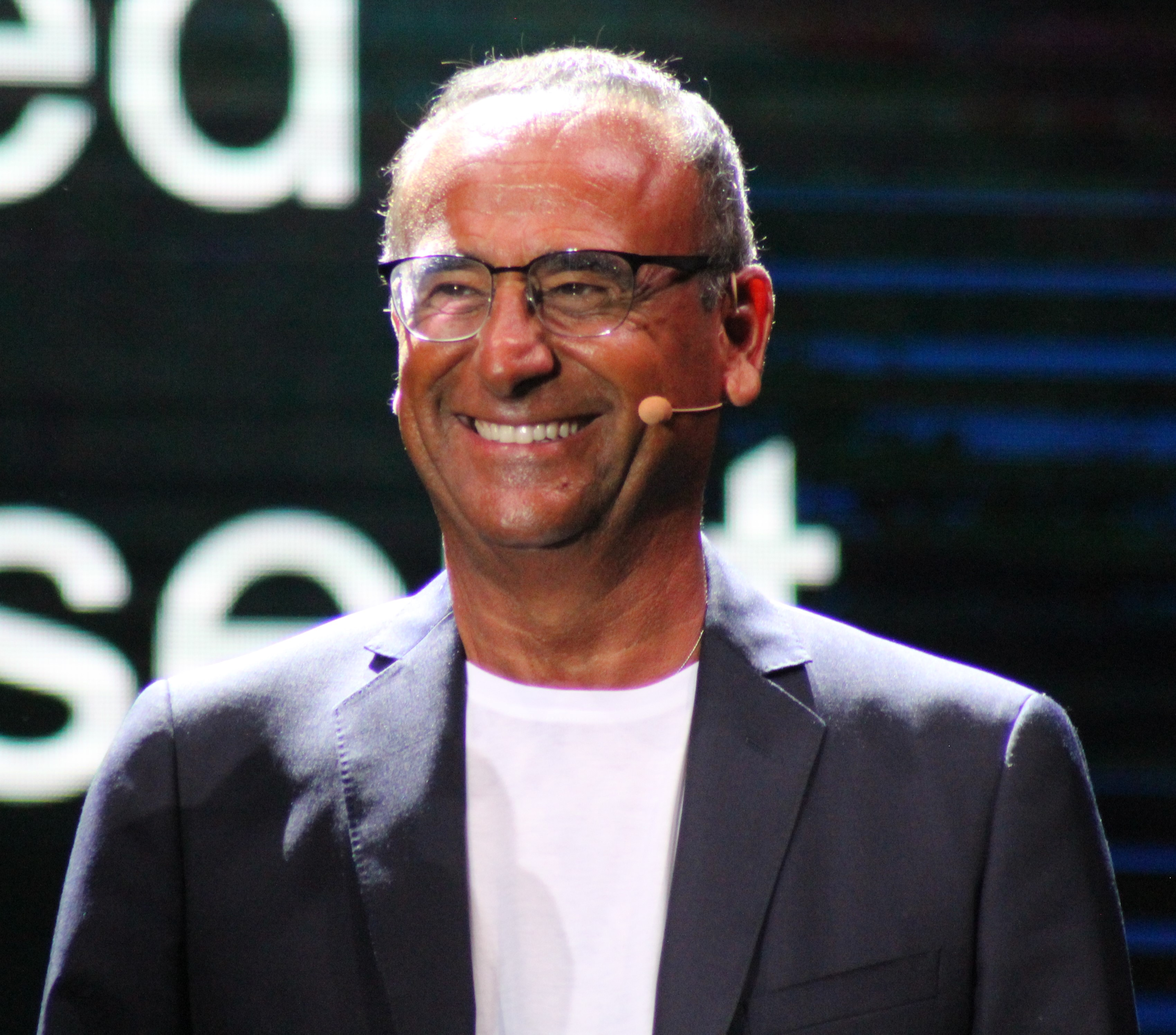
Carlo Conti presentatore della cerimonia.

La cerimonia di premiazione della 65ª edizione dei David di Donatello, inizialmente fissata per il 3 aprile 2020, si è svolta l'8 maggio a Roma a seguito delle disposizioni di emergenza legate alla diffusione della pandemia di COVID-19.
Trasmessa in diretta in prima serata su Rai 1, è stata condotta da Carlo Conti mentre i candidati erano collegati in video e hanno risposto alle domande presentate dallo studio. Ad inizio trasmissione, Conti ha letto un messaggio indirizzato al mondo del cinema da parte del Presidente della Repubblica Italiana Sergio Mattarella.
Le candidature sono state annunciate il 18 febbraio 2020; i film che hanno ottenuto il maggior numero di candidature sono stati Il traditore con 18, Il primo re e Pinocchio con 15.
Il traditore di Marco Bellocchio è il film che si è aggiudicato il maggior numero di premi (6) tra cui film, regia e attore protagonista, seguito da Pinocchio di Matteo Garrone (5), Il primo re di Matteo Rovere (3) e La dea fortuna di Ferzan Özpetek (2).

## Vincitori e candidati

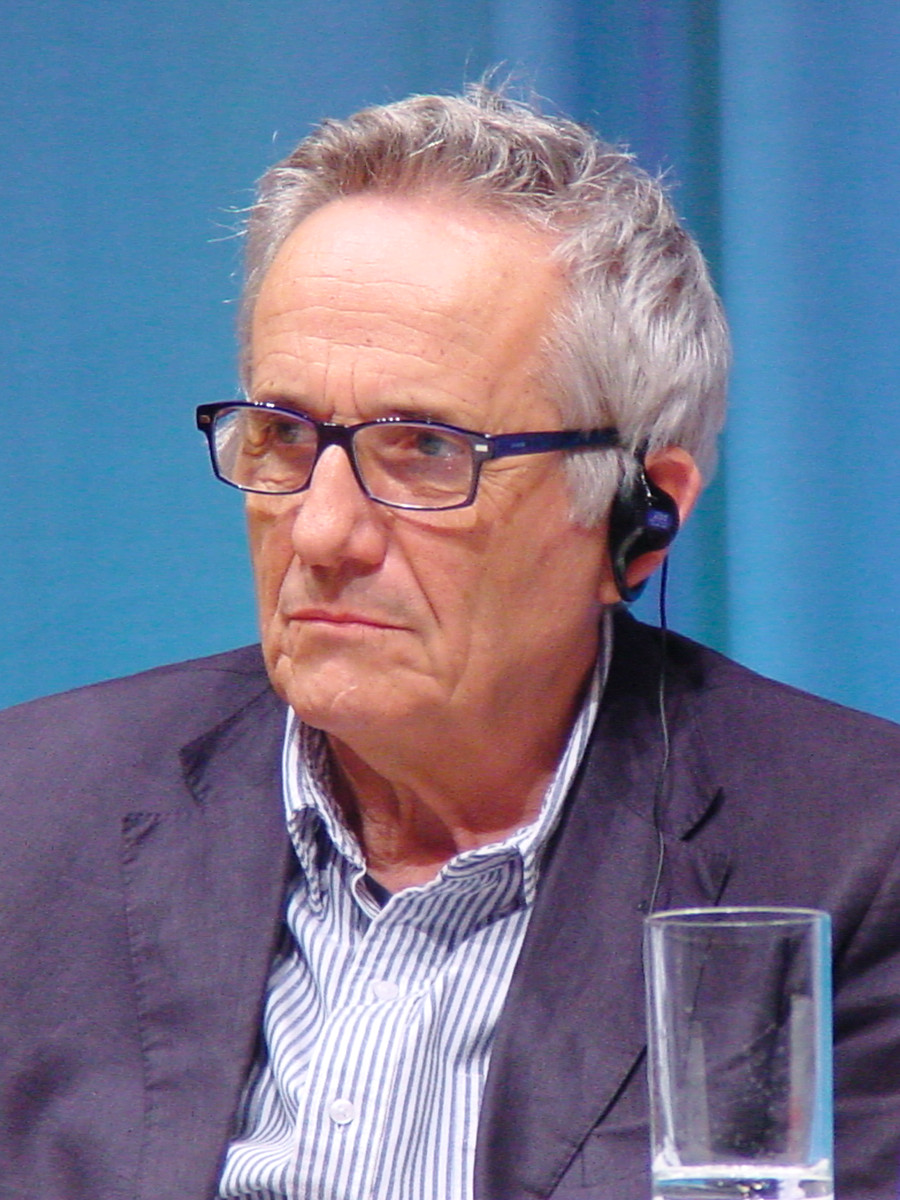
Marco Bellocchio ha vinto due premi, migliore sceneggiatura originale e miglior regia

I vincitori sono indicati in grassetto, a seguire gli altri candidati.
Miglior film
- Il traditore, regia di Marco Bellocchio
- Il primo re, regia di Matteo Rovere
- La paranza dei bambini, regia di Claudio Giovannesi
- Martin Eden, regia di Pietro Marcello
- Pinocchio, regia di Matteo Garrone

Miglior regista
- Marco Bellocchio - Il traditore
- Matteo Garrone - Pinocchio
- Claudio Giovannesi - La paranza dei bambini
- Pietro Marcello - Martin Eden
- Matteo Rovere - Il primo re

Miglior regista esordiente
- Phaim Bhuiyan - Bangla
- Igort - 5 è il numero perfetto
- Leonardo D'Agostini - Il campione
- Marco D'Amore - L'immortale
- Carlo Sironi - Sole

Migliore sceneggiatura originale
- Marco Bellocchio, Ludovica Rampoldi, Valia Santella, Francesco Piccolo - Il traditore
- Phaim Bhuiyan, Vanessa Picciarelli - Bangla
- Filippo Gravino, Francesca Manieri, Matteo Rovere - Il primo re
- Gianni Romoli, Silvia Ranfagni, Ferzan Özpetek - La dea fortuna
- Valerio Mieli - Ricordi?

Migliore sceneggiatura adattata
- Maurizio Braucci, Pietro Marcello - Martin Eden
- Mario Martone, Ippolita di Majo - Il sindaco del rione Sanità
- Jean-Luc Fromental, Thomas Bidegain, Lorenzo Mattotti - La famosa invasione degli orsi in Sicilia
- Claudio Giovannesi, Roberto Saviano, Maurizio Braucci - La paranza dei bambini
- Matteo Garrone, Massimo Ceccherini - Pinocchio

Miglior produttore
- Groenlandia, Gapbusters, Rai Cinema, Roman Citizen  - Il primo re
- Domenico Procacci, Anna Maria Morelli (TIMvision) - Bangla
- IBC Movie, Kavac Film, Rai Cinema - Il traditore
- Pietro Marcello, Beppe Caschetto, Thomas Ordonneau, Michael Weber, Viola Fügen, Rai Cinema - Martin Eden
- Archimede, Rai Cinema, Le Pacte - Pinocchio

Migliore attrice protagonista
- Jasmine Trinca - La dea fortuna
- Valeria Bruni Tedeschi - I villeggianti
- Isabella Ragonese - Mio fratello rincorre i dinosauri
- Linda Caridi - Ricordi?
- Lunetta Savino - Rosa
- Valeria Golino - Tutto il mio folle amore

Miglior attore protagonista
- Pierfrancesco Favino - Il traditore
- Toni Servillo - 5 è il numero perfetto
- Alessandro Borghi - Il primo re
- Francesco Di Leva - Il sindaco del rione Sanità
- Luca Marinelli - Martin Eden

Migliore attrice non protagonista
- Valeria Golino - 5 è il numero perfetto
- Anna Ferzetti - Domani è un altro giorno
- Tania Garribba - Il primo re
- Maria Amato - Il traditore
- Alida Baldari Calabria - Pinocchio

Miglior attore non protagonista
- Luigi Lo Cascio - Il traditore
- Carlo Buccirosso - 5 è il numero perfetto
- Stefano Accorsi - Il campione
- Fabrizio Ferracane - Il traditore
- Roberto Benigni - Pinocchio

Migliore autore della fotografia
- Daniele Ciprì - Il primo re
- Vladan Radovic - Il traditore
- Francesco Di Giacomo - Martin Eden
- Nicolaj Brüel - Pinocchio
- Daria D'Antonio - Ricordi?

Miglior musicista
- Orchestra di piazza Vittorio - Il flauto magico di piazza Vittorio
- Andrea Farri - Il primo re
- Nicola Piovani - Il traditore
- Dario Marianelli - Pinocchio
- Thom Yorke - Suspiria

Migliore canzone originale
- Che vita meravigliosa (musica, testo e interpretata da Diodato) - La dea fortuna
- Festa (musica di Aiello, testo di Shoshi Md Ziaul e Aiello, interpretata da Moonstar Studio) - Bangla
- Rione Sanità (musica, testo e interpretata da Ralph P) - Il sindaco del rione Sanità
- Un errore di distrazione (musica, testo e interpretata da Brunori Sas) - L'ospite
- Suspirium (musica, testo e interpretata da Thom Yorke) - Suspiria

Miglior scenografo
- Dimitri Capuani - Pinocchio
- Nello Giorgetti - 5 è il numero perfetto
- Tonino Zera - Il primo re
- Andrea Castorina - Il traditore
- Inbal Weinberg - Suspiria

Miglior costumista
- Massimo Cantini Parrini - Pinocchio
- Nicoletta Taranta - 5 è il numero perfetto
- Valentina Taviani - Il primo re
- Daria Calvelli - Il traditore
- Andrea Cavalletto - Martin Eden

Miglior truccatore
- Dalia Colli, Mark Coulier - Pinocchio
- Andreina Becagli - 5 è il numero perfetto
- Roberto Pastore, Andrea Leanza, Valentina Visintin, Lorenzo Tamburini - Il primo re
- Dalia Colli, Lorenzo Tamburini - Il traditore
- Fernanda Perez - Suspiria

Miglior acconciatore
- Francesco Pegoretti - Pinocchio
- Marzia Colomba - Il primo re
- Alberta Giuliani - Il traditore
- Daniela Tartari - Martin Eden
- Manolo García - Suspiria

Miglior montatore
- Francesca Calvelli - Il traditore
- Gianni Vezzosi - Il primo re
- Jacopo Quadri - Il sindaco del rione Sanità
- Aline Hervé, Fabrizio Federico - Martin Eden
- Marco Spoletini - Pinocchio

Miglior suono
- Il primo re
- 5 è il numero perfetto
- Il traditore
- Martin Eden
- Pinocchio

Migliori effetti speciali visivi
- Rodolfo Migliari e Theo Demeris - Pinocchio
- Giuseppe Squillaci - 5 è il numero perfetto
- Francesco Grisi e Gaia Bussolati - Il primo re
- Rodolfo Migliari - Il traditore
- Luca Saviotti - Suspiria

Miglior documentario
- Selfie, regia di Agostino Ferrente
- Citizen Rosi, regia di Didi Gnocchi e Carolina Rosi
- Fellini fine mai, regia di Eugenio Cappuccio
- La mafia non è più quella di una volta, regia di Franco Maresco
- Se c'è un aldilà sono fottuto - Vita e cinema di Claudio Caligari, regia di Simone Isola e Fausto Trombetta

Miglior film straniero
- Parasite (기생충, 寄生蟲), regia di Bong Joon-ho[1]
- C'era una volta a... Hollywood  (Once Upon a Time in Hollywood), regia di Quentin Tarantino
- Green Book, regia di Peter Farrelly
- Joker, regia di Todd Phillips
- L'ufficiale e la spia (J'accuse), regia di Roman Polański

Miglior cortometraggio
- Inverno, regia di Giulio Mastromauro[1]
- Baradar, regia di Beppe Tufarulo
- Il nostro tempo, regia di Veronica Spedicati
- Mia sorella, regia di Saverio Cappiello
- Unfolded, regia di Cristina Picchi

David Giovani
- Mio fratello rincorre i dinosauri, regia di Stefano Cipani
- Il traditore, regia di Marco Bellocchio
- L'uomo del labirinto, regia di Donato Carrisi
- La dea fortuna, regia di Ferzan Özpetek
- Martin Eden, regia di Pietro Marcello

David dello spettatore
- Il primo Natale, regia di Ficarra e Picone[6]

David speciale
- Franca Valeri[7]